# Consulat (Ancien Régime)
Pour les articles homonymes, voir consulat et consul.
Sous l'Ancien Régime, le consulat est un mode de gouvernement qui régit, notamment dans le sud de l'actuel territoire français, des villes ou territoires s'administrant de manière autonome par rapport au seigneur (justice, fiscalité, défense, police...). Il a pu être établi, soit de façon très ancienne, immémoriale, soit dans le cadre d'une charte de franchise. La Révolution a globalement entamé beaucoup de ces exemptions et particularismes. Le fonctionnement est proche des Bonnes Villes qui, elles, ont par contre une tutelle financière et administrative supérieure.

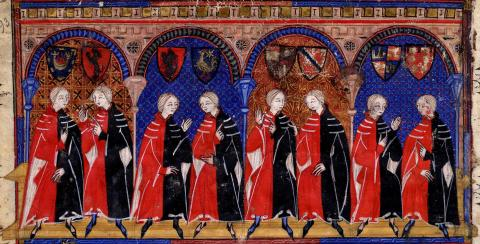
Livre I des annales (1295-1532), chronique 93. Les portraits des capitouls de l'année 1393-1394. Joan Negrier - Ville de Toulouse, Archives municipales, BB 273 feuillet 4 verso (détail).

## Origines du terme, acception au Moyen Âge

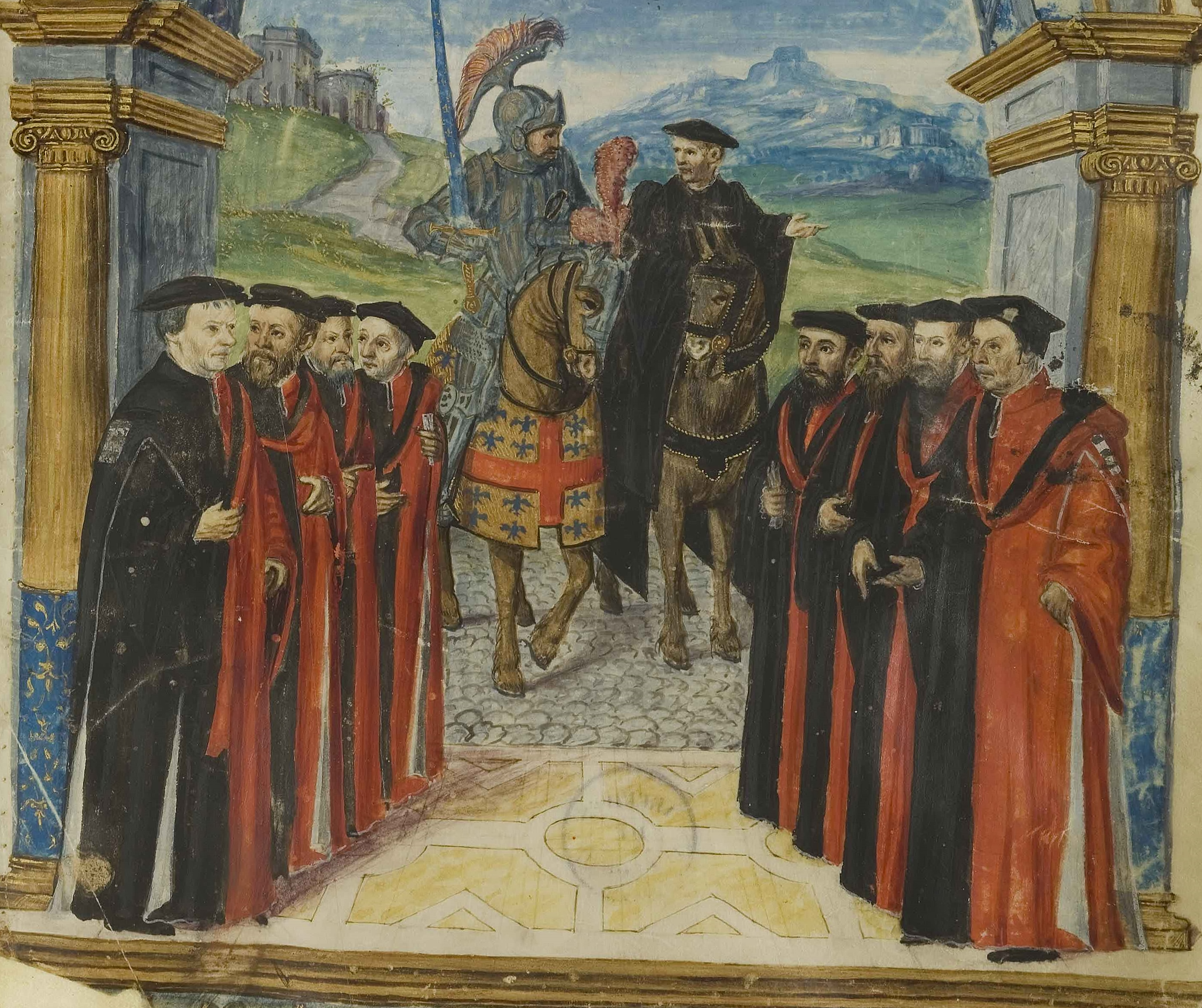
Les capitouls de Toulouse avaient la coutume originale de tenir des annales décorées de leurs portraits en miniature, expression de leurs privilèges consulaires.

Le terme consulatus est formé à partir de consul qui veut dire conseil. Il indique la capacité d'une communauté d'habitants à délibérer en commun (consulere) au sein d'une assemblée qui reçoit également le nom de consulat. Ce mot met aussi en évidence la possibilité d'un héritage institutionnel romain. 
La tradition de liberté du droit romain associée aux régimes seigneuriaux moins rigoureux du Midi permettent de les distinguer nettement des communes du Nord (qui élisaient des maires et des échevins) ou du sud-ouest (qui élisaient des jurats), et des bonnes villes .
Les agglomérations ayant un consulat peuvent prendre le nom de ville ou de cité. Elles peuvent être très importantes et très anciennes, comme Toulouse (où les consuls ont pris le nom de capitouls) et Montpellier (où les consuls ont pris le nom de Barons de Caravètes), ou très petites. 
Certains distinguent le consulat des grandes villes de celui des bourgs ruraux. Ainsi Romans sur Isère, dépendante de l'Archevêché de Vienne mais aussi du chapître de l'abbaye St Bernard, et Pont-en-Royans, dépendante des Seigneurs de Sassenage, désignent des consuls, sans avoir une autonomie reconnue à l'origine.
Elles sont toujours pourvues d'un marché, et très souvent de foires. Les limites territoriales de ces consulats englobent toujours des pâturages, hameaux et terres agricoles associées, domaines agricoles consulaires. Ces communautés sont toujours tenues d'organiser la protection permanente des autorités auxquelles elles sont soumises lors de leur passage, ou protection d'honneurs, c'est le devoir-droit de Cavalcade.

## Fonctions

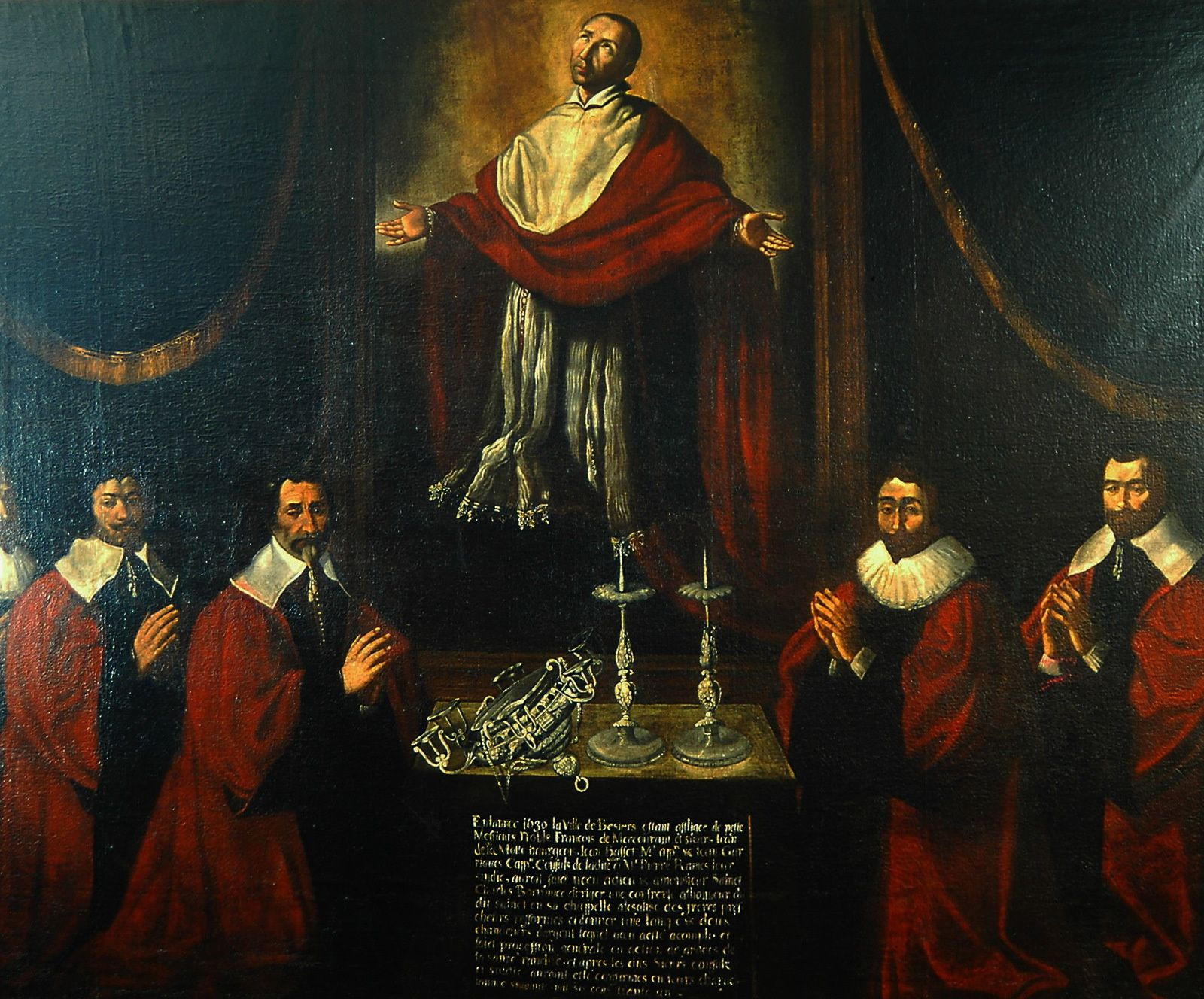
Voeux des consuls de Béziers, musée de Béziers.

La fonction de consul renvoie à un mandat plus ou moins important.
Dans les moyennes et grandes villes, le consul exerçait souvent collégialement une fonction d'administration. Il s'occupait de la police des rues, des places, des approvisionnements, des marchés, des métiers, des permis de construire, des poids et mesures, de l'entretien des murs, des portes, des bâtiments, et des places publiques. Il possédait un sceau, une caisse (impôt de la cosse), et le droit de lever une taxe sur certaines denrées entrant dans la ville, de percevoir des loyers pour la concession de biens ou de droits appartenant à la commune.
Le consulat avait un fonctionnement qui a été repris par les municipalités, avec conseils se tenant régulièrement et publiquement, journal des ordres du jour et des délibérations, décisions prises au vote, budget. 
Dans les petites villes et villages, le consul au XVIIIe siècle exerçait une charge exclusivement fiscale : il collectait et reversait la taille.
Albert Rigaudière estime, à la suite de l'étude du cas des villes auvergnates, que l'emploi du terme dans les sources recouvre une aspiration à l'autonomie avant de recouvrir une réalité technique bien définie : à savoir celle de régime administratif dans lequel la communauté détient une capacité à s'administrer elle-même, aidée en cela par des consuls dont le nombre et les compétences varient.

## Organisation des mandats

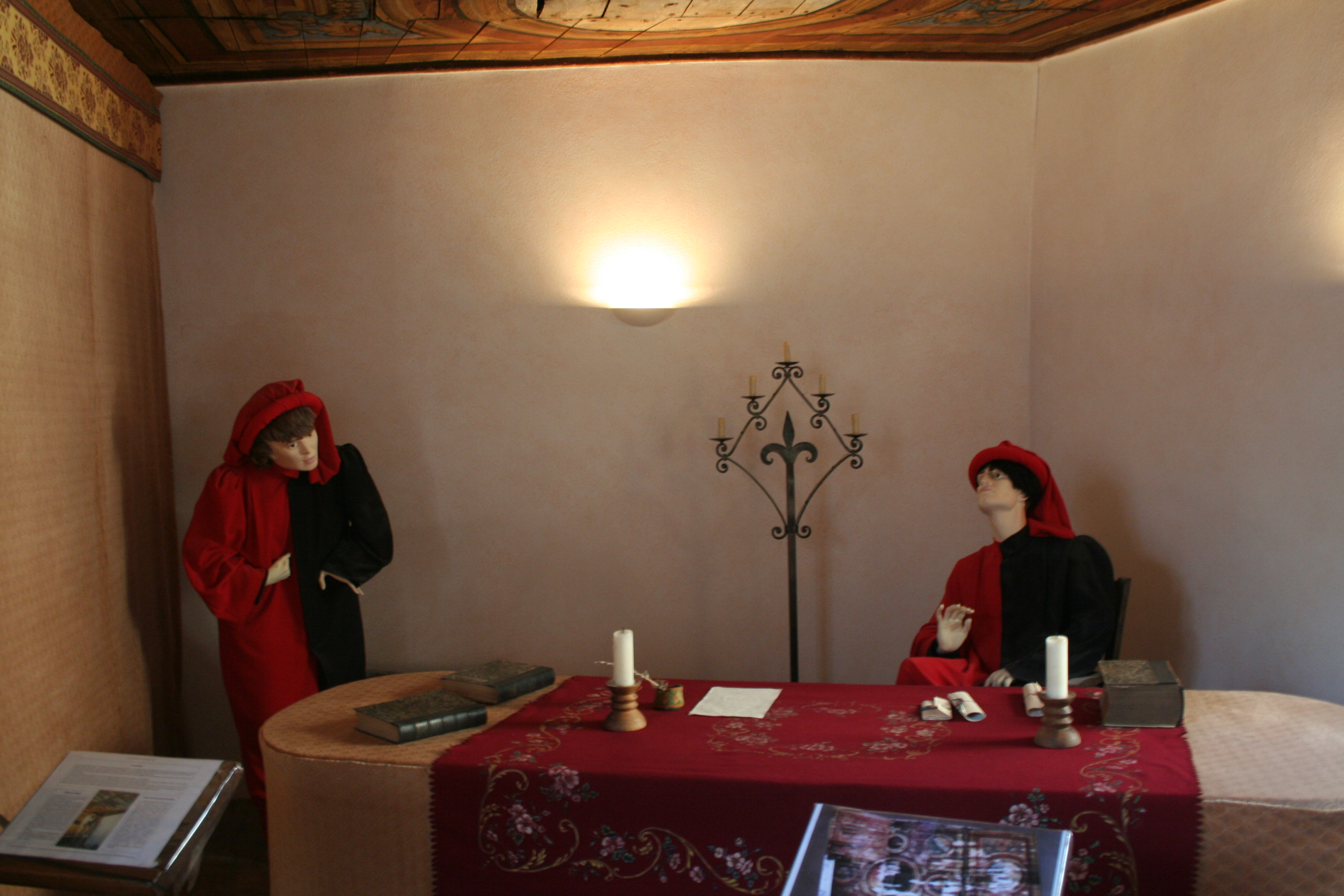
Consuls de Sévérac-le-Château (Aveyron).

Les consuls étaient élus sur une liste établie par le Juge local à la demande de l'intendant

### Eligibilité
Le consul étant solidaire de la perception de l'impôt, devait pouvoir répondre sur ses biens propres de la perception de l'impôt. C'est pourquoi seuls les propriétaires fonciers, généralement nobles et bourgeois notables), étaient éligibles

### Scrutins
L'élection à deux degrés sollicitait le suffrage des chefs de famille (ou de feu) et les chefs des métiers, y compris les femmes lorsqu'elles étaient veuves ou marchandes publiques en leur nom propre. Les électeurs formaient plusieurs collèges selon les différents états ou professions de la ville. D'autres consuls représentaient un quartier. La durée du mandat des consuls était généralement d'un an.

## Habit et faste

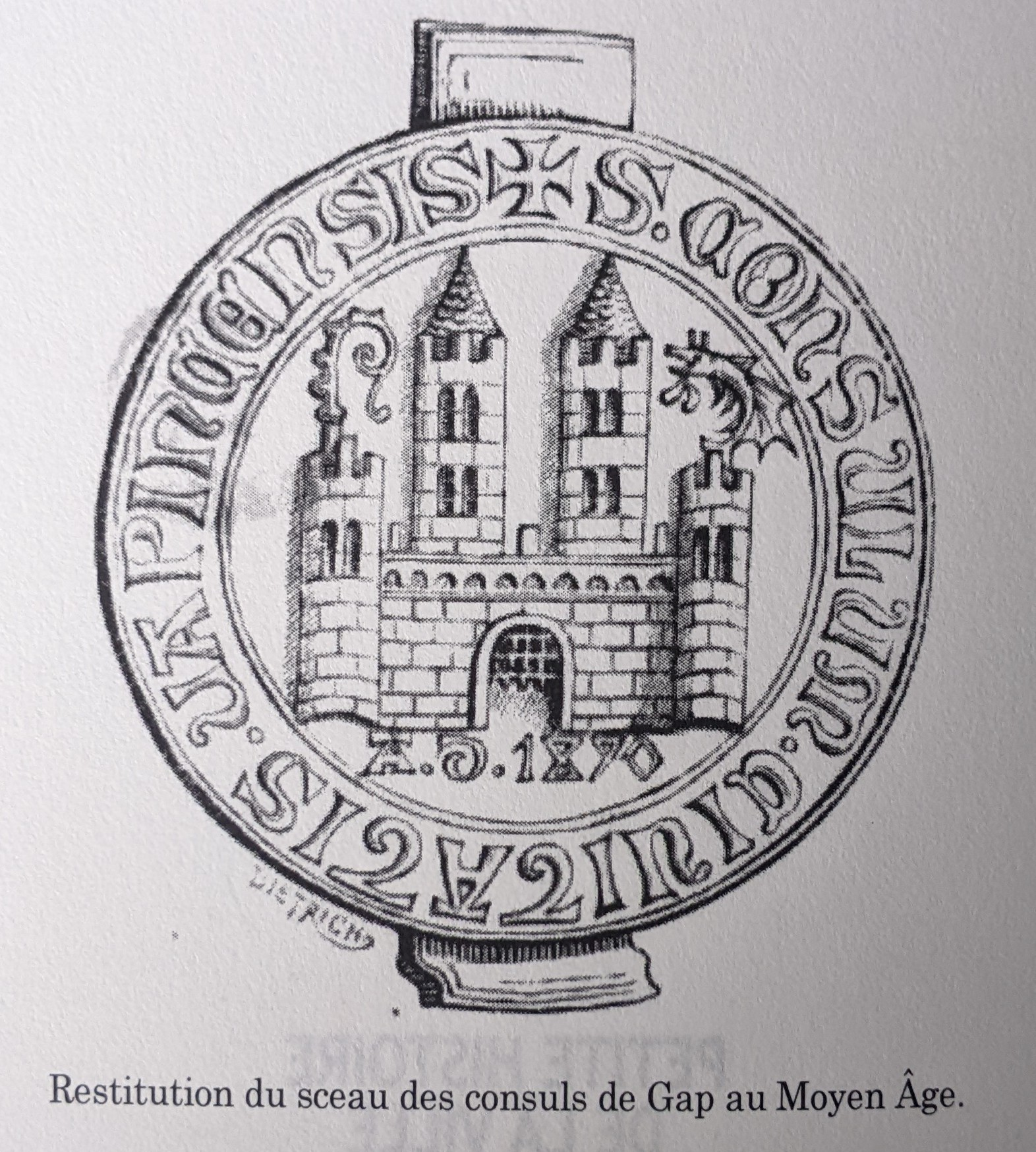
Sceau des consuls de Gap

La fonction municipale possède un grand prestige, régulièrement mis en scène par ses membres. Lors des fêtes nationales (naissance et mariage royaux), lors des entrées royales, lors des fêtes locales, le consulat se bat pour être en tête de cortège et pour recevoir places et privilèges dus à sa fonction. Lors des cérémonies, le consulat se déplace entouré d'une garde d'arquebusiers.
Par ailleurs, à l'époque moderne, le costume des membres du consulat est règlementé et fourni par la ville. Il comprend trois robes :
- une noire, pour les sessions au tribunal de la conservation,
- une en damas violet, pour les fêtes et cérémonies,
- une autre noire, pour la sortie de charge et les services funèbres ultérieurs.

Pour chaque robe, on distingue une tenue d'été et une tenue d'hiver. Le costume dispose aussi d'un couvre-chef : une toque en velours noir, si le titulaire n'est pas gradué en droit, ou un bonnet carré, s'il l'est.
Les consuls disposent d'armoiries.

## Noblesse de cloche
Charges conférant la noblesse héréditaire au premier degré dès le jour de l'entrée en fonction pour les échevins, consuls, jurats, ou capitouls des villes suivantes:
- Paris : par édit de 1577. Privilège étendu au procureur du Roi, au greffier et au receveur de l'Hôtel de Ville en 1706, révoqué pour ces trois derniers emplois et pour les échevins par édit d'août 1715,
- La Rochelle : édit du 8 janvier 1372, révoqué en 1628, rétabli en 1691,
- Poitiers : édit de décembre 1372, révoqué en 1667, rétabli en 1686 pour le maire seulement lorsqu'il aurait été élu deux fois et aurait servi quatre années,
- Angoulême : édit de 1373, révoqué en 1667, rétabli le 4 février 1673,
- Saint-Jean d'Angély : édit de Charles V, révoqué en 1667, rétabli en 1691,
- Saint-Maixent : édit de 1444, révoqué en 1667, rétabli en 1691,
- Tours : édit de 1461, révoqué en 1667, rétabli en 1691,
- Niort : édit de 1461, révoqué en 1667, rétabli en 1691,
- Toulouse : édit de 1471, révoqué en 1667, rétabli en 1691,
- Bourges : édit de 1474, révoqué en 1667, rétabli en 1673,
- Angers : édit de 1474, révoqué en 1667, rétabli en 1670,
- Lyon : édit de 1495, révoqué en 1667, rétabli en 1691,
- Péronne : édit de 1539, révoqué en 1667, rétabli en 1691,
- Nantes : édit de 1539, révoqué en 1667, rétabli en 1669,
- Cognac : Origine inconnue. Ce privilège est mentionné pour la première fois dans l'édit qui le supprime en 1667. Il fut rétabli en 1691,
- Abbeville : Même observation que pour Cognac,
- Bordeaux : Ce privilège est indiqué comme ayant été révoqué en 1667 par l'édit de 1691 qui rétablit la noblesse municipale. En réalité il n'en est pas parlé dans l'édit de révocation, et il y a lieu de croire que la mention de Bordeaux dans l'édit de 1691 est le fait d'une erreur.

## Les villes consulaires importantes

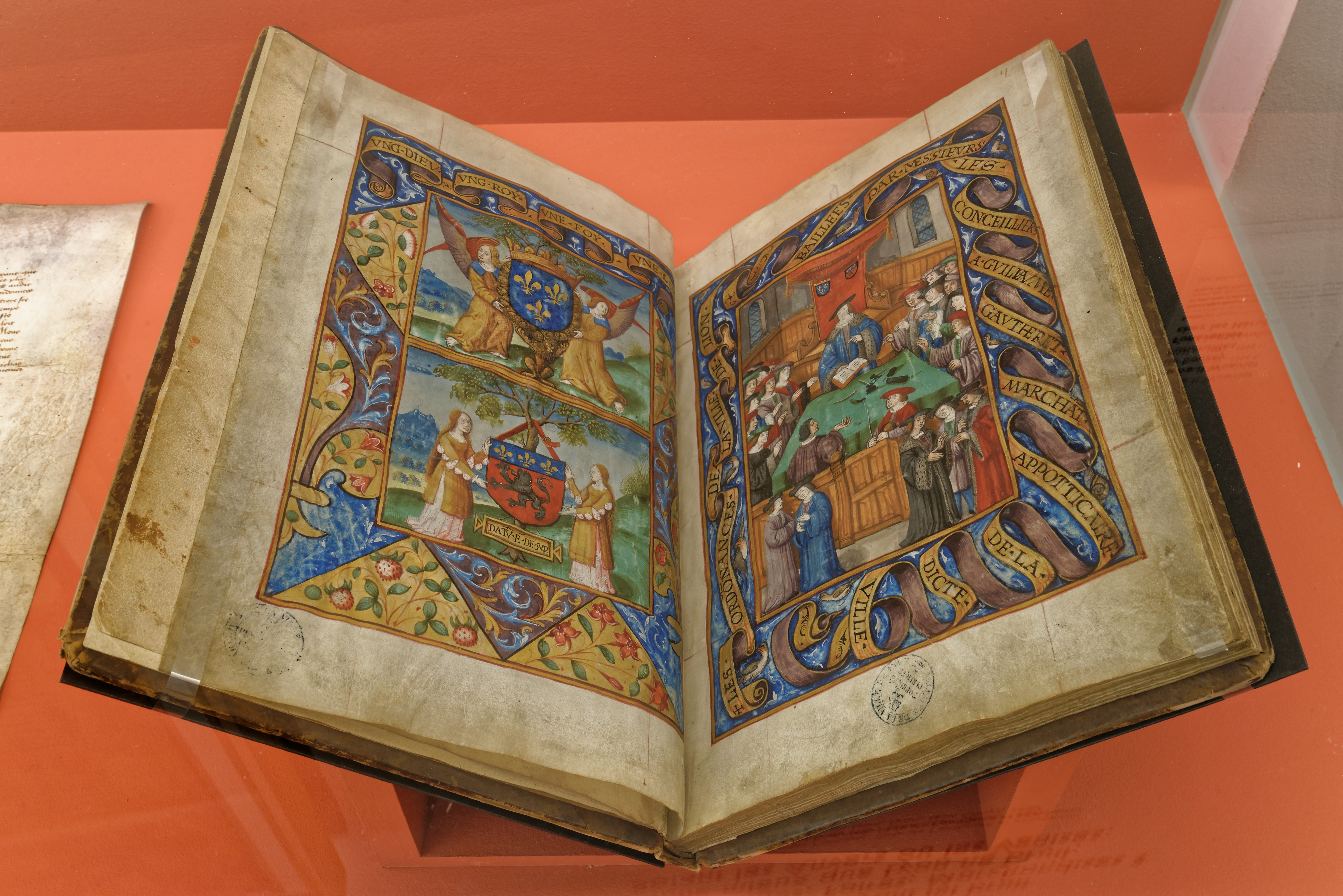
Réunion du consulat de Lyon, Les ordonnances de la ville de Lion baillées par messieurs les conceillers à Guillaume Gautheret, marchant apothicaire, 1519, enluminures du garbeau de l'Épicerie

Elles se rencontraient dans les pays de langue occitane. Sont des villes de consulat (liste non exhaustive) :
- Polarisées en Provence :
  - Marseille,
  - Signes,
  - Arles,
  - Gap,
  - Grasse,
  - Manosque,
  - Sisteron,
  - Tarascon,
  - Avignon,
- Ailleurs en Occitanie :
  - Toulouse,
  - Bordeaux,
  - Limoges,
  - Le Puy-en-Velay,
  - Montpellier
  - Albi[7],
  - Carcassonne[8].
- Hors Occitanie :
  - Lyon,
  - Saint-Étienne.

## Ville moyennes et gros villages
- Mont-de-Marsan
- Montauban
- Saint-Cirq-Lapopie
- Le Vigan
- Sévérac-le-Château
- Uzès

### Stratégique, franchissements de massif

#### Alpes
- Seyne-les-Alpes, en 1223
- Selonnet, en 1228
- Allos et Colmars, en 1233
- Bayons, en 1233 et 1238
- Barcelonnette, en 1240

Privilèges de Raymond Bérenger IV, comte de Provence et de Forcalquier, confirmés par le roi Charles II d’Anjou.
Les Escartons, autour de Briançon, douze communautés alpines proches des communautés précédemment citées, ont eu des organisations communautaires très proches des cités consulaires, consécutivement à des chartes datant elles aussi du treizième siècle,.